# 농업과학
농업과학(Agricultural science)은 농업의 실천과 이해에 사용되는 자연, 경제, 사회과학의 일부를 아우르는 생물학의 학제간 분야이다. 농업과학의 전문가들은 농업과학자(agricultural scientist), 농학자(agriculturist)로 부른다.

## 저명한 농업과학자
- 노먼 볼로그
- 루서 버뱅크
- 조지 워싱턴 카버
- 유스투스 폰 리비히
- 그레고어 멘델
- 루이 파스퇴르
- 아르투리 일마리 비르타넨

## 관련 분야
- 동물과학
  - 축산
- 농학
- 농학
  - 식물학
  - 원예
  - 식물비료
- 수산양식
- 생물공학
  - 유전공학
- 수산양식
- 미생물학
  - 식물병리학
- 환경과학
- 곤충학
- 식품과학
- 관개 및 물 관리
- 토양학
- 폐기물 관리
- 잡초과학

## 농업경영
경제사회가 미발달된 발전단계에서의 생산은 유동(流動：flow)상태의 생산요소를 직접 결합하는 과정에서 이루어진다. 그러나 분업화·전문화가 고도로 발전된 단계에서는 시장생산을 목적으로 한 동일생산물의 분업화된 계속생산이 이룩된다. 이에 따라 계속생산에 소요되는 유동상태의 생산요소는 그때그때 개별조달되는 것이 아니라, 바로 그 생산요소의 원천으로서 노동력·토지·자본을 통합·조달하는 조직통합체를 통해 생산경영에 투입하게 된다. 그러므로 이 경우의 생산은 생산경영의 운영과정을 통해 내급생산요소(內給生産要素)의 결합의 결과로 나타나는데, 여기에서 내급생산요소는 유동하는 생산요소의 원천인 노동력·토지·자본에서 생겨난다. 여기서 말하는 노동력·토지·자본이 농업경영의 3요소이며, 이른바 3대 생산요소와는 엄격히 구별된다. 종래에는 토지·자본·노동을 3대 생산요소라고 했지만, 엄격한 의미에서 토지와 자본이 생산요소일 수 없고, 거기에서 생겨나는 토지용역과 자본용역이 노동과 함께 생산요소가 된다.
한편 노동을 토지와 자본과 함께 경영요소로 되지 않고, 노동의 원천으로서의 노동력이 토지와 자본과 더불어 3대 경영요소로 된다. 따라서 생산요소란 일정기간에 파악하는 유동개념이며, 경영요소란 일정시점에서 파악하는 원천개념인 것이다.

### 분류
사회경제적인 관점에서 초제도적으로 인식하는 경우의 농업경영 요소는 생산에 있어 노동·토지용역·자본용역 등 3대 생산요소에 대응하여 노동력·토지·자본으로 분류된다. 그러나 현대 자본주의의 유통경제제도 아래서의 경영요소 분류는 인적(人的) 경영요소인 노동력, 물적 경영요소인 자본으로 2대분하며, 토지를 비롯한 각종 자본재(資本財)는 자본의 투하형태로 하급분류하는 분류법을 적용하고 있다.본은 고정재자본과 유동재자본으로 구성되어 고정재자본·토지자본과 함께 설비자본이 되고, 유동재자본·화폐자본을 합해 운전자본이라 부른다.이같은 분류법은 정태적(情態的)인 인식에 의한 경영요소의 분류방식이다. 그러나 현실적으로는 동태적인 파악을 하게 되면 해마다 똑같은 경영과정이 되풀이 되지 않고, 여건의 변동에 따라 생산부문의 증감, 새로운 자본의 도입, 생산방법의 변화·개선, 자금조달, 시장의 선택 등 새로운 의사결정이 부단하게 시행된다.이와 같은 준기업자 기능을 수행하는 행위와 관련된 운영노동은 노동력과 분리시켜 별도로 인식하는 경우, 이를 경영자능력 또는 경영자로 보고 동태적 경영에서는 독립된 경영요소로 분류하는 분류법이 있다. 이 경우에는 경영자가 농업의 자영경영자로 나타나는데, 이것을 주체적 경영요소로 보아 노동력·토지·자본과 함께 또 하나의 경영요소로 보기도 한다.제2분류에 의한 자본, 즉 농업경영자본은 곧 영리자본을 뜻하며, 토지에 투하된 것은 토지자본, 자본재에 투하된 것은 자본재자본, 노동 및 생산수단에 투하된 것은 과도적 존재로 보아 현금·준현금형태의 화폐자본으로 이루어진다. 따라서 자본재자본은 고정재자본과 유동재자본으로 구성되어 고정재자본·토지자본과 함께 설비자본이 되고, 유동재자본·화폐자본을 합해 운전자본이라 부른다.이같은 분류법은 정태적(情態的)인 인식에 의한 경영요소의 분류방식이다. 그러나 현실적으로는 동태적인 파악을 하게 되면 해마다 똑같은 경영과정이 되풀이 되지 않고, 여건의 변동에 따라 생산부문의 증감, 새로운 자본의 도입, 생산방법의 변화·개선, 자금조달, 시장의 선택 등 새로운 의사결정이 부단하게 시행된다.이와 같은 준기업자 기능을 수행하는 행위와 관련된 운영노동은 노동력과 분리시켜 별도로 인식하는 경우, 이를 경영자능력 또는 경영자로 보고 동태적 경영에서는 독립된 경영요소로 분류하는 분류법이 있다. 이 경우에는 경영자가 농업의 자영경영자로 나타나는데, 이것을 주체적 경영요소로 보아 노동력·토지·자본과 함께 또 하나의 경영요소로 보기도 한다.
| 농업경영 요소의 분류 |                       |                       |                                                   |                       |                                   |
| 제1분류              | 제1분류               | 노동력·토지·자본      | 노동력·토지·자본                                  | 노동력·토지·자본      | 노동력·토지·자본                  |
| 제2분류              | 노동력(인적 경영요소) | 노동력(인적 경영요소) | 노동력(인적 경영요소)                             | 노동력(인적 경영요소) | 노동력(인적 경영요소)             |
|                      | 자본 (물적 경영요소)  | 자본 (물적 경영요소)  | 토지자본 자본재자본 현금·준현금자 본 (유동재자본) | 고정자본 유동재자본   | 설비자본 (또는 고정자본) 운전자본 |

## 같이 보기
- 국제식량정책연구소